# Česká národní rada
Česká národní rada (zkratkou ČNR) byla od 1. ledna 1969 do 31. prosince 1992 zákonodárným sborem České socialistické republiky, později České republiky. Na území republiky byla nejvyšším orgánem státní moci. 1. ledna 1993 se spolu s osamostatněním České republiky podle čl. 106 odst. 1 Ústavy transformovala na Poslaneckou sněmovnu Parlamentu České republiky.

## Vznik ČNR
Česká národní rada vznikla roku 1968 na základě ústavního zákona č. 77/1968 Sb., o přípravě federativního uspořádání Československé socialistické republiky, jako „prozatímní orgán ústavní politické reprezentace českého národa“ se 150 poslanci, který měl na starosti přípravné práce s ustavením budoucí částečně autonomní České socialistické republiky a jejího parlamentu, kterým měla být právě Česká národní rada. První poslanci byli zvoleni 10. července 1968 nepřímo Národním shromážděním na návrh Národní fronty z poslanců Národního shromáždění zvolených v českých krajích a z význačných představitelů českého veřejného života. Zároveň byl zvolen její předseda a 21. července místopředsedové, předsednictvo a výbory. Od svého vzniku sídlila v Thunovském paláci ve Sněmovní ulici na pražské Malé Straně, sídle bývalého zemského sněmu i sídle budoucí Poslanecké sněmovny Parlamentu České republiky.
Od 1. ledna 1969 do 31. prosince 1992 se pak už na základě ústavního zákona č. 143/1968 Sb., o Československé federaci, jednalo v rámci formálně federalizované ČSSR (později ČSFR) o parlament České socialistické republiky (později České republiky), s 200 poslanci volenými na období nejdříve čtyř let, po novelizaci ústavním zákonem č. 43/1971 Sb. pěti let. Dosavadní ČNR byla kooptací doplněna o dalších 50 poslanců 21. prosince 1968, další, už přímé volby se konaly v letech 1971, 1976, 1981, 1986, 1990 a 1992.

## Postavení ČNR
Česká národní rada volila a odvolávala své předsednictvo, skládající se z předsedy České národní rady, místopředsedů a z dalších členů. Předsednictvo fungovalo nepřetržitě, v době rozpuštění ČNR bylo oprávněno vykonávat její pravomoce, vyjma přijímání ústavních zákonů a rozpočtu republiky. Namísto zákonů mohlo v takové době vydávat tzv. zákonná opatření, která se vyhlašovala stejně jako zákony a která musela být na nejbližším zasedání ČNR schválena, jinak pozbývala další platnosti. Podstatnou pravomocí předsednictva bylo jmenování a odvolávání předsedy a dalších členů vlády republiky a pověřování je řízením republikových ministerstev. Vyhlašovalo také volby do ČNR. Samotný předseda pak zastupoval Českou národní radu navenek, svolával a řídil její zasedání, podepisoval zákony a přijímal sliby členů republikové vlády. Kromě předsednictva si ČNR zřizovala i různé výbory, např. ústavně-právní, jako své iniciativní a kontrolní orgány.
Česká národní rada mohla vydávat vlastní zákony, pokud nešlo o věci patřící do kompetencí celé federace. Návrh zákona mohli podávat jak poslanci, tak celé výbory i vláda republiky. Rada byla usnášeníschopná, pokud byla přítomna nadpoloviční většina všech poslanců, k přijetí zákona bylo pak potřeba souhlasu nadpoloviční většiny přítomných, u ústavního zákona třípětinové většiny všech poslanců. Přijatý zákon podepisoval předseda ČNR a předseda republikové vlády a vyhlašovalo je předsednictvo. Ovšem zatímco v letech 1969–1971 přijala 33 zákonů, v následujícím období až do roku 1989 už jen 97 zákonů, především každoročních státních rozpočtů a národohospodářských plánů.
Dále mohla jednat o zásadních otázkách vnitřní politiky, schvalovat rozpočet a státní závěrečný účet republiky a podávat Federálnímu shromáždění návrhy celostátních zákonů. V období normalizace nicméně nejčastěji volila soudce z povolání. Ve vztahu k republikové vládě platilo to, že ačkoli jejího předsedu a další její členy jmenovalo předsednictvo ČNR, důvěru musela vláda po svém jmenování získat od celé České národní rady. Ta pak mohla činnost vlády kontrolovat, rušit její protizákonné nařízení či usnesení, interpelovat ji i jednotlivé její členy a mohla jí také vyslovit nedůvěru, po níž následovala demise celé vlády. Stejně tak mohla vyslovit nedůvěru i jen jednomu členovi vlády.

## Politické změny v letech 1989 a 1990
18. prosince 1989 rezignovali předseda, místopředsedové, předsedové výborů a další členové předsednictva ČNR, dosavadní předseda Josef Kempný svou rezignaci poslal dopisem ČNR datovaným už 7. prosince 1989. Nové vedení ČNR bylo zvoleno ještě tentýž den (18. prosince), novým předsedou byl zvolen Jaroslav Šafařík (člen ČSS).
Podle ústavního zákona z 23. ledna 1990, č. 14/1990 Sb., o odvolávání poslanců zastupitelských sborů a volbě nových poslanců národních výborů, mohli být odvoláni svou politickou stranou, nebo orgánem Národní fronty v dohodě s Občanským fórem, ti poslanci ČNR, kteří v zájmu vyrovnání rozložení politických sil nebo vzhledem k dosavadnímu působení neskýtali záruky rozvoje politické demokracie. Od 23. ledna do 6. února 1990 rezignovalo 46 poslanců a 18 jich bylo odvoláno. Téhož dne[kdy?] bylo zvoleno nových 64 poslanců.

## Předsedové ČNR
- 1968–1969 Čestmír Císař
- 1969–1981 Evžen Erban
- 1981–1989 Josef Kempný
- 1989–1990 Jaroslav Šafařík
- 1990–1992 Dagmar Burešová
- 1992 Milan Uhde

## Volby
- Volby do České národní rady 1968
- Volby do České národní rady 1971
- Volby do České národní rady 1976
- Volby do České národní rady 1981
- Volby do České národní rady 1986
- Volby do České národní rady 1990
- Volby do České národní rady 1992

## Složení
Z prvních 150 poslanců ČNR bylo 85 členů KSČ, 22 ČSS, 22 ČSL a 21 nestranických.

### Česká národní rada 1990–1992
| 33  | 20  | 23      | 124 |
| KSČ | ČSL | HSD-SMS | OF  |

### Česká národní rada/Poslanecká sněmovna 1992–1996
| 35 | 16   | 16  | 15      | 14      | 14  | 10  | 66  | 14      |
| LB | ČSSD | LSU | KDU-ČSL | HSD-SMS | ODA | KDS | ODS | SPR-RSČ |